# Stura di Lanzo
La Stura di Lanzo (Stura 'd Lans in piemontese) è un torrente del Piemonte, affluente di sinistra del Po, lungo 68,8 km e con un bacino idrografico ampio 836 km².
Dal 1993 un lungo tratto dell'alveo della Stura e delle sue rive sono tutelati dalla Zona di salvaguardia della Stura di Lanzo, che si estende dallo sbocco del corso d'acqua sulla pianura fino ai comuni di Villanova Canavese e Nole.
L'area fa parte inoltre del Sito di interesse comunitario Stura di Lanzo (cod. IT1110014).

## Il corso del fiume

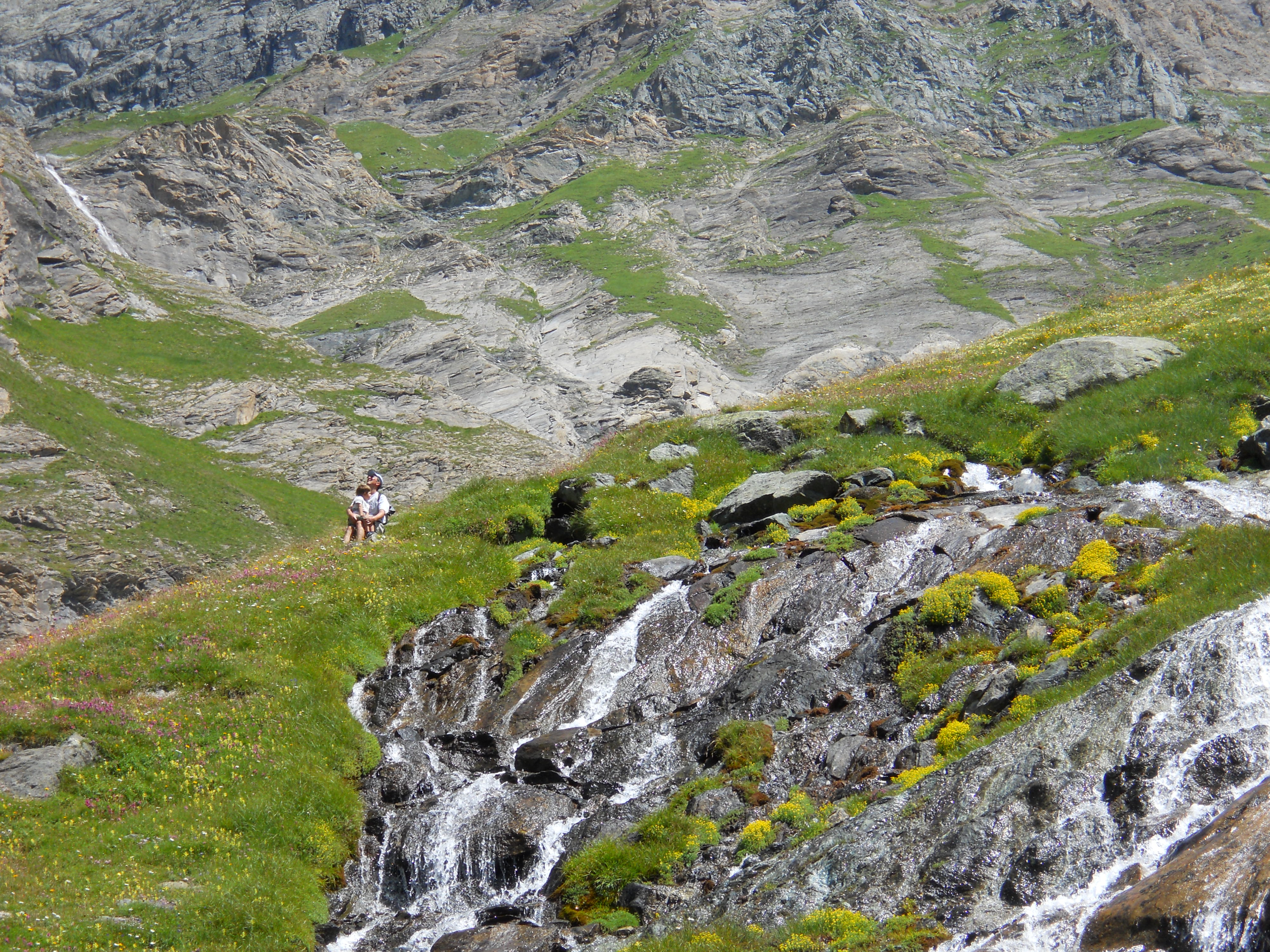
La sorgente sopra il Pian della Mussa

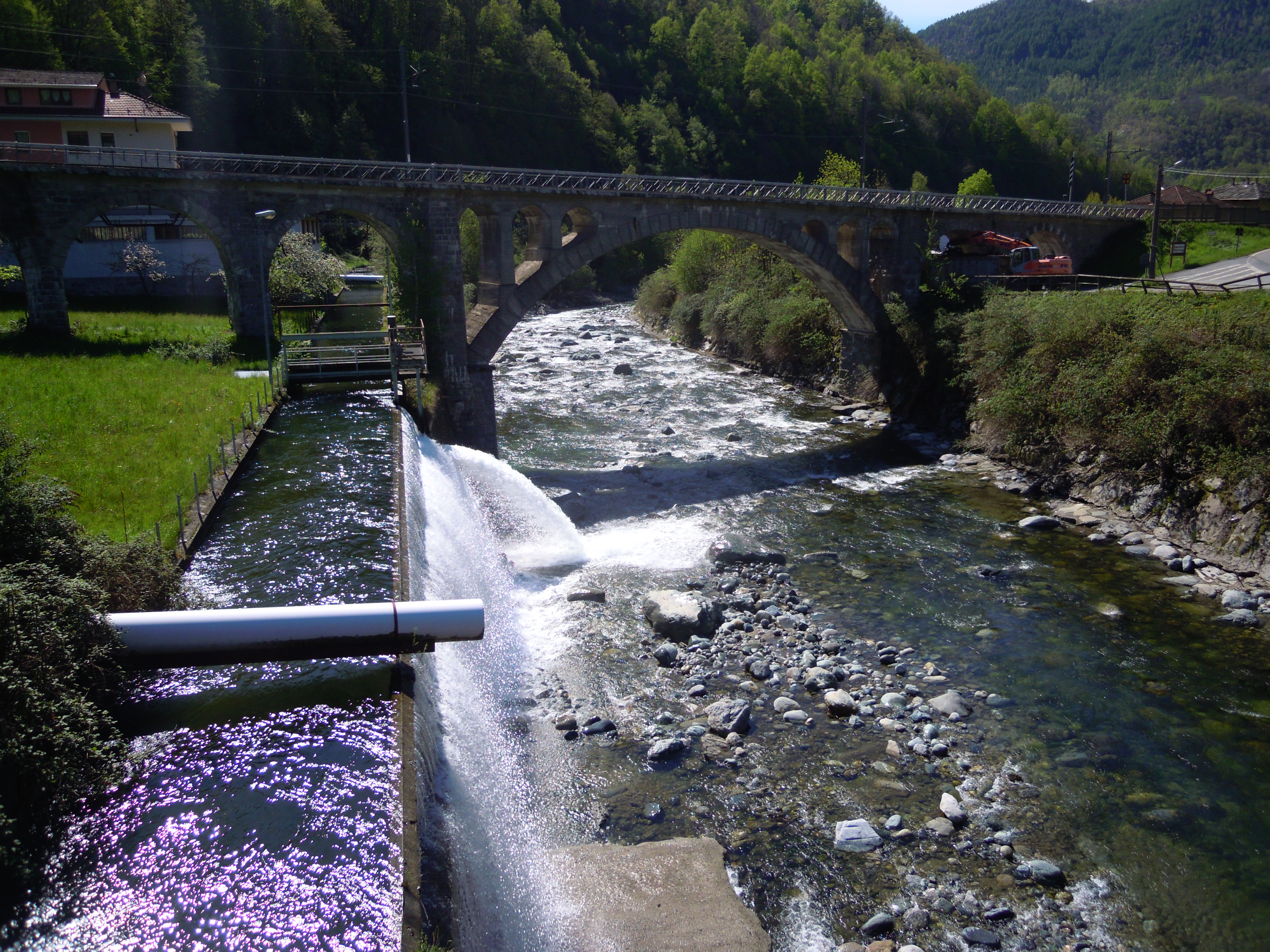
Stura di Lanzo a Mezzenile nei pressi del ponte ferroviario: a sinistra il canale idroelettrico

Nasce al Pian della Mussa con il nome di Stura di Ala.
Scorre impetuosa sino a giungere nella zona del comune di Ceres dove si unisce con la Stura di Valgrande e prende il nome di Stura di Lanzo.
Con dimensioni raddoppiate scorre rapida bagnando Pessinetto sino a giungere nel territorio del comune di Traves dove si unisce alla Stura di Viù. Nei pressi di Lanzo riceve da sinistra il torrente Tesso, proveniente da Coassolo Torinese e Monastero di Lanzo.
Da qui costeggia il Parco regionale La Mandria allargandosi in un ampio greto ciottoloso e sfiora la città di Venaria Reale ricevendo da destra il Ceronda. In breve giunge nella periferia nordoccidentale di Torino e, scorrendo pesantemente arginata, si immette da sinistra nel Po. È regolata da diverse dighe, tra cui tre importanti a Mezzenile, a Germagnano e a Lanzo. Molto frequentata dai canoisti, insieme ai suoi affluenti, presenta nel tratto tra la confluenza con la Stura di Ala e la Stura di Viù difficoltà di IV classe.

## Principali affluenti

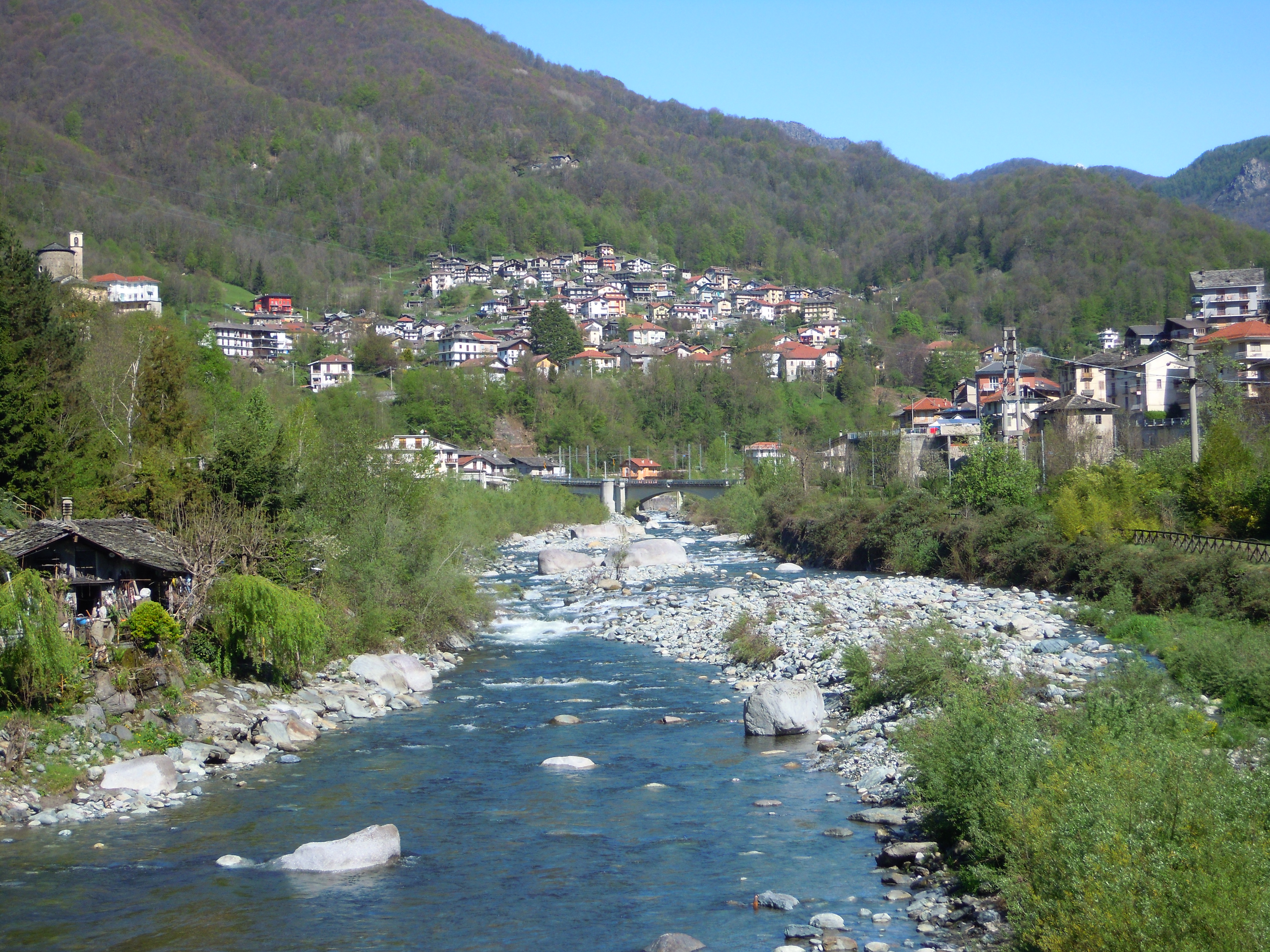
La Stura di Lanzo a Pessinetto

- Rio Bonello
- Rio Saulera
- Rio dell'Uia
- Rio Uppia
- Stura di Viù
- Tesso
- Ceronda

## Regime idrologico
La Stura di Lanzo è un corso d'acqua a regime marcatamente torrentizio.
La sua portata media annua presso la foce è notevole (32 m³/s), ma il fiume alterna a lunghi periodi di magra estivi e invernali, piene anche improvvise e devastanti, come quella dell'ottobre 2000 in cui il fiume sfiorò i 2000 m³/s.
L'attività erosiva è quindi cospicua e l'alveo in continuo divenire.

### Portate medie mensili

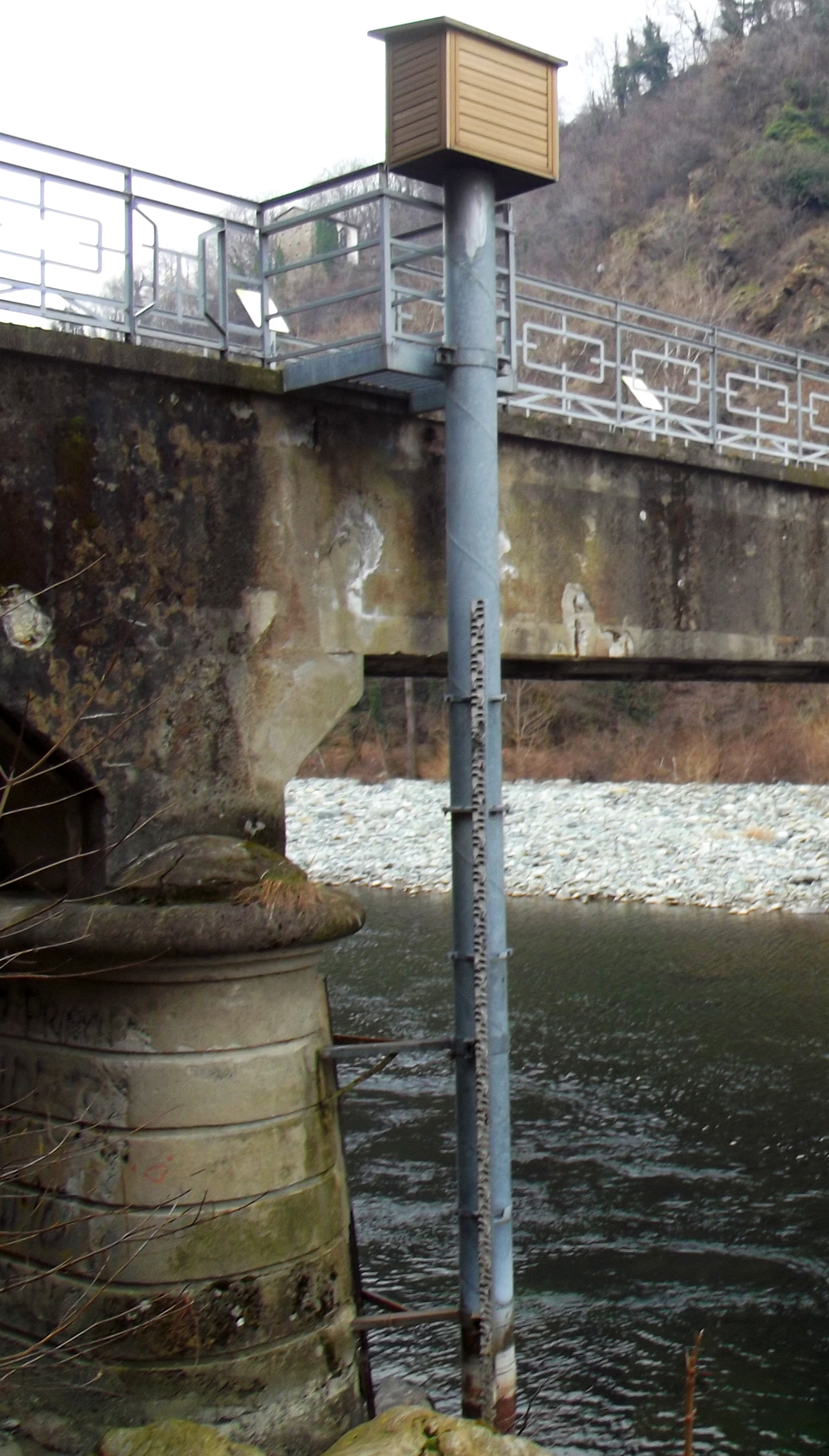
Centralina idrometrica sulla Stura a Lanzo.

## Geologia

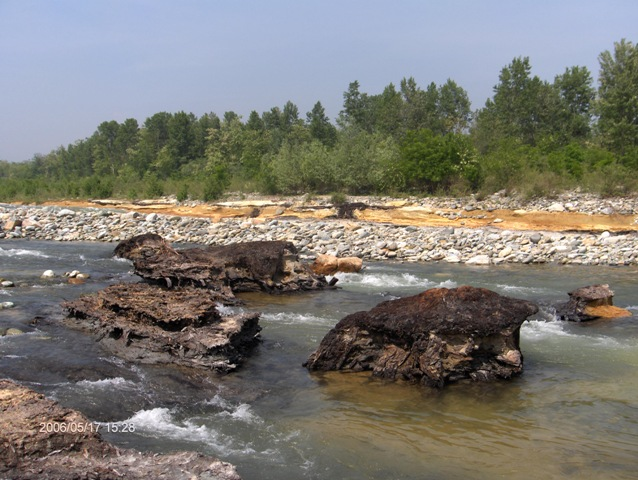
Resti vegetali fossili nell'alveo della Stura di Lanzo

Durante il proprio tragitto la Stura costruisce e modifica il suo alveo, erodendo le rocce cristalline periferiche del Massiccio del Gran Paradiso, le rocce verdi della Zona Piemontese e le ofioliti del Massiccio Ultrabasico di Lanzo (Peridotiti, Serpentiniti, Gabbri).
Oltre lo sbocco vallivo, durante l'impetuosa corsa verso il Po, il torrente depone metri e metri di pietrisco: rocce e ciottoli di svariatissime dimensioni e tipologie, ghiaioni, sabbie e limi; i tipici materiali di deposito torrentizio, insomma. Questi materiali possono raggiungere uno spessore di 40/50 metri.
I depositi affioranti sono prevalentemente limoso-sabbiosi e hanno colore bruno - giallastro - rossiccio quando sono ossidati ("arrugginiti"), mentre appaiono grigio-verdastri laddove l'ossigeno non è arrivato ad alterarli.
Negli anni le frequenti e violente piene a cui è soggetta la Stura di Lanzo, hanno operato, nel tratto in questione, un'intensa erosione dei depositi torrentizi quaternari, portando allo scoperto ampi affioramenti di argille ricchi di resti vegetali "fossili", risalenti ad un intervallo di tempo denominato Pliocene (circa 5 - 2 milioni di anni fa).
Ceppi di cospicue dimensioni, grazie all'azione erosiva di varie piene durante le quali la Stura si è scavato una specie di canyon profondo 7/8 metri circa, sono oggi particolarmente visibili e formano quella che viene definita la Foresta fossile.
Le loro qualità specifiche ne fanno un sito geologico di grande rilievo e importanza che dal 1993 è tutelato dall'istituzione della Zona di salvaguardia della Stura di Lanzo.
Attualmente i resti fossili più significativi si trovano nel comune di Nole, al confine con Cirié, e sono osservabili su entrambe le rive.

## Storia

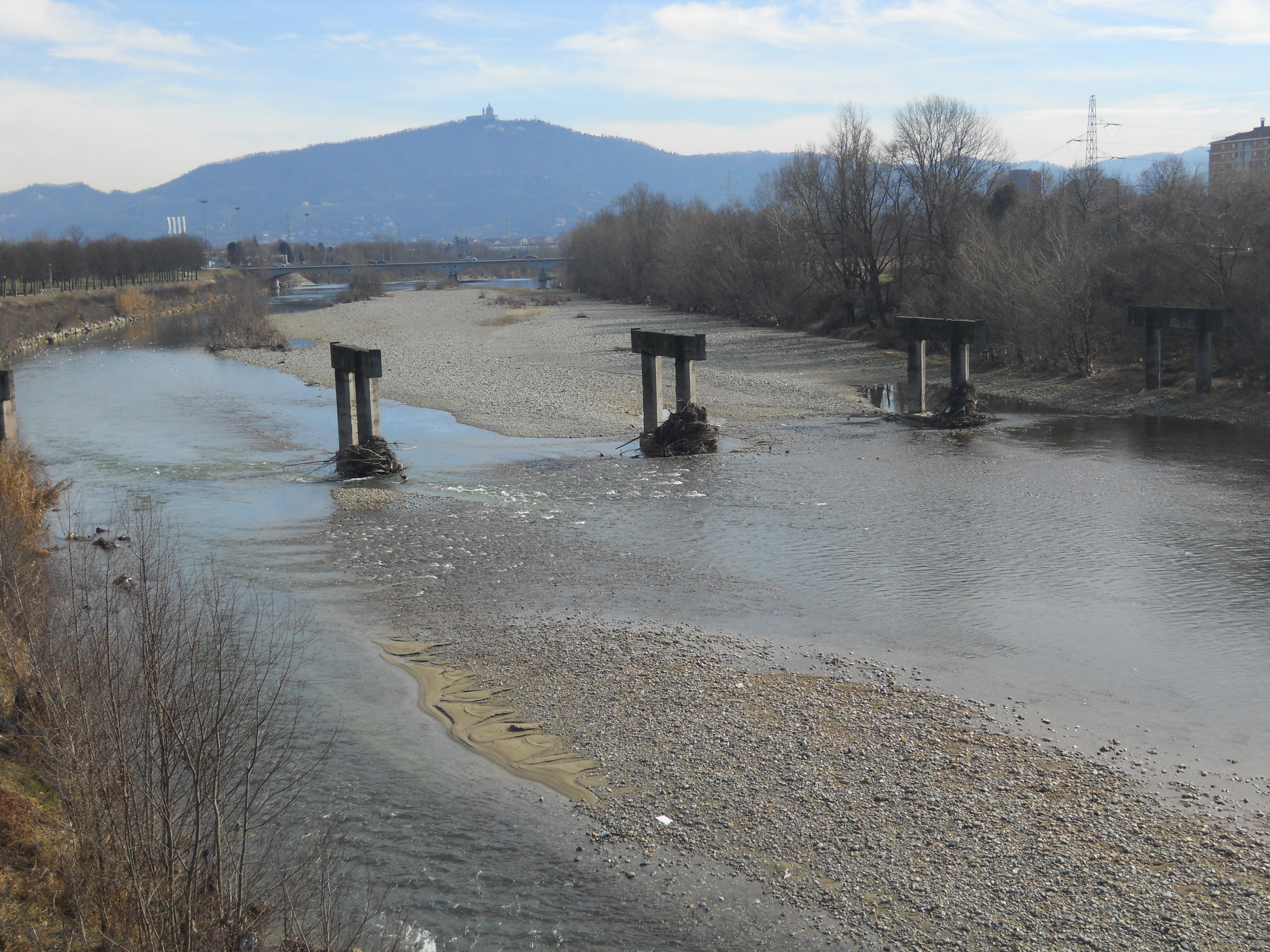
La Stura a Torino con sullo sfondo Superga

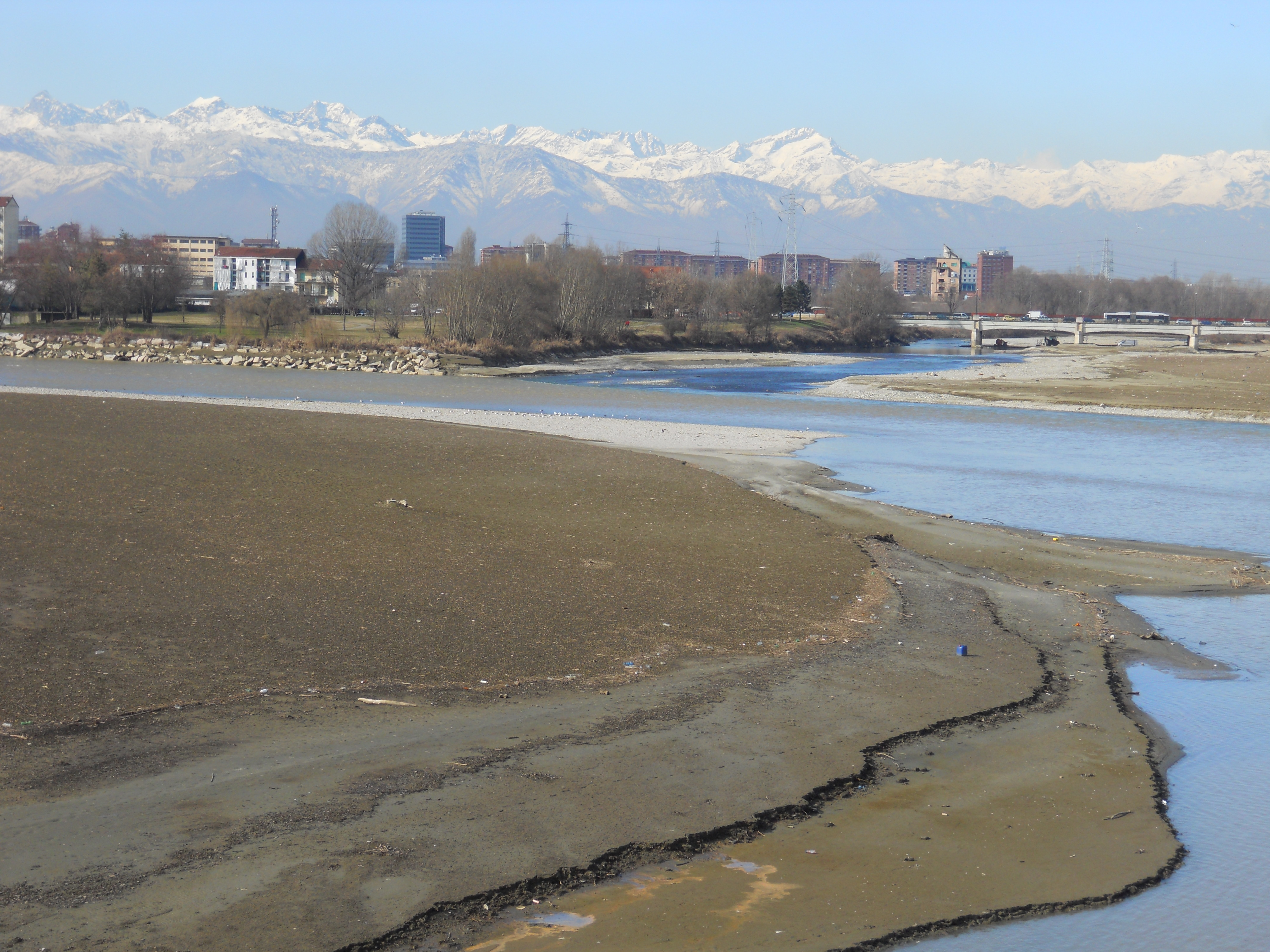
Confluenza nel Po: sullo sfondo le Alpi dalle quali proviene la Stura

Viene riportata con il nome Stura fin dal 1198 e in seguito, una volta sola, con il nome Sturia. Come per la Stura di Demonte, l'idronimo viene probabilmente da radici preromane.
Nel novembre 1962 una alluvione provocò il crollo del ponte di Corso Vercelli ed il danneggiamento di quello di Corso Giulio Cesare a Torino.
È straripata inoltre sia durante l'alluvione del 1994 che durante quella del 14 ottobre 2000, in cui crollò il ponte di Robassomero.

## Curiosità
Nelle vicinanze di Lanzo Torinese si trova il Ponte del Diavolo (o del Roc), che ha dato origine a numerose leggende legate ad una sua mitica costruzione da parte del diavolo stesso.